# Psaume 68 (67)

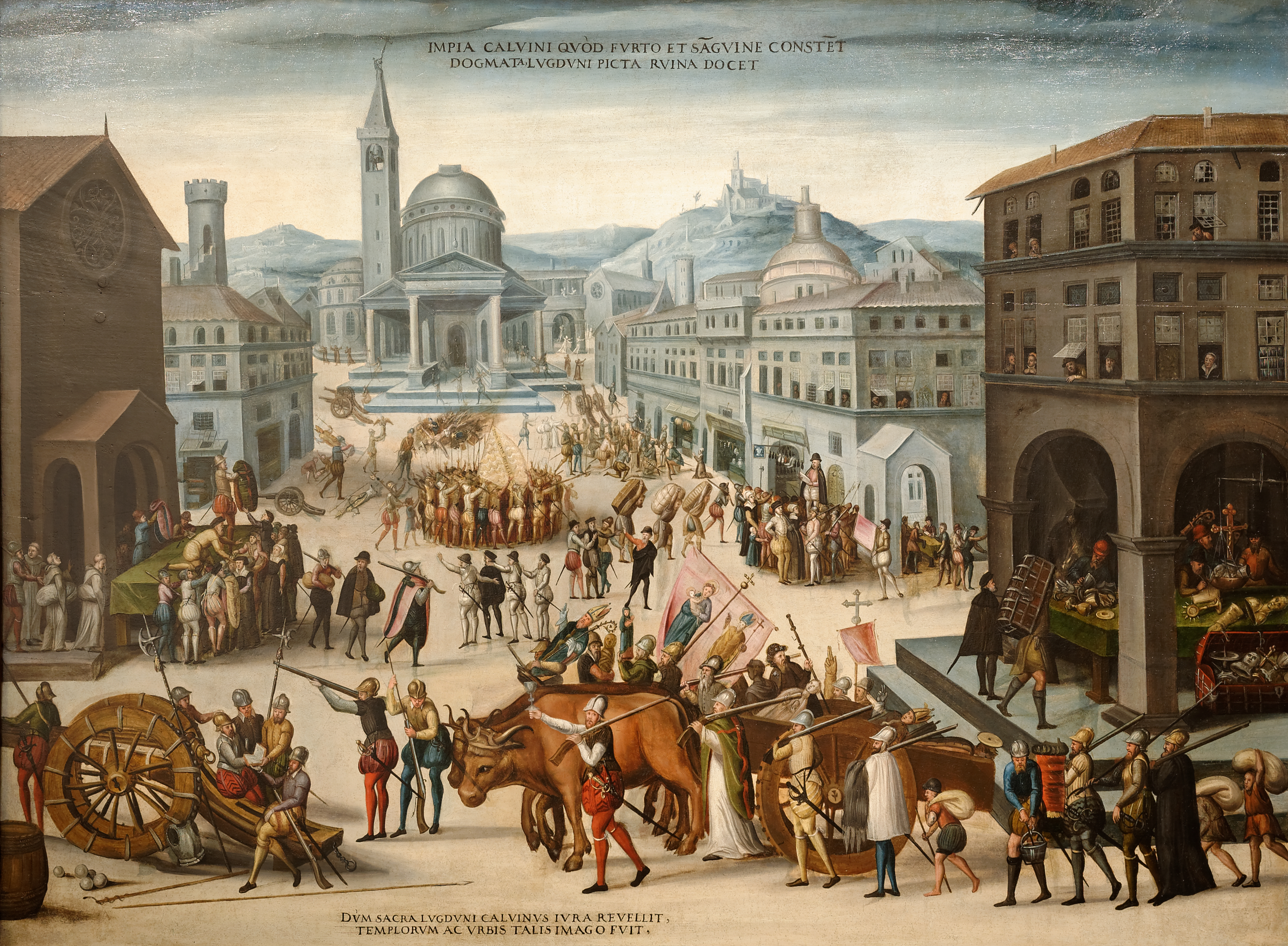
Représentation des guerres de Religion : Le Sac de Lyon par les Calvinistes en 1562, école d'Antoine Caron, XVIe siècle

Le psaume 68 (67 selon la numérotation grecque) Que Dieu se montre seulement ou Psaume des Batailles est un hymne d'action de grâce évoquant comme une glorieuse épopée la succession d'événements significatifs de l'histoire du peuple d'Israël. Il peut être regardé comme un résumé du second livre des Psaumes et son chef-d’œuvre.
Le texte biblique fut traduit en français par Théodore de Bèze, vite doté d'une mélodie, qui fut ensuite incorporée au Psautier de Genève et à ses différentes harmonisations,. Durant les guerres de Religion et la révolte des Camisards, c'est cette version qui fut reprise par les colonnes en marche des armées protestantes et acquit alors son surnom de « chant de guerre des huguenots ».

## Texte
| verset | original hébreu                                                         | traduction française de Louis Segond | Vulgate latine |
| ------ | ----------------------------------------------------------------------- | --- | --- |
| 1      | לַמְנַצֵּחַ לְדָוִד, מִזְמוֹר שִׁיר                                                   | [Au chef des chantres. De David. Psaume. Cantique.] | [in finem David psalmus cantici] |
| 2      | יָקוּם אֱלֹהִים, יָפוּצוּ אוֹיְבָיו; וְיָנוּסוּ מְשַׂנְאָיו, מִפָּנָיו                          | Dieu se lève, ses ennemis se dispersent, et ses adversaires fuient devant sa face. | Exsurgat Deus et dissipentur inimici eius et fugiant qui oderunt eum a facie eius                                                                          |
| 3      | כְּהִנְדֹּף עָשָׁן, תִּנְדֹּף:כְּהִמֵּס דּוֹנַג, מִפְּנֵי-אֵשׁ-- יֹאבְדוּ רְשָׁעִים, מִפְּנֵי אֱלֹהִים            | Comme la fumée se dissipe, tu les dissipes ; comme la cire se fond au feu, les méchants disparaissent devant Dieu.                                                                       | Sicut deficit fumus deficiant sicut fluit cera a facie ignis sic pereant peccatores a facie Dei                                                            |
| 4      | וְצַדִּיקִים—יִשְׂמְחוּ יַעַלְצוּ, לִפְנֵי אֱלֹהִים; וְיָשִׂישׂוּ בְשִׂמְחָה                           | Mais les justes se réjouissent, ils triomphent devant Dieu, ils ont des transports d’allégresse.                                                                                         | Et iusti epulentur exultent in conspectu Dei delectentur in laetitia                                                                                       |
| 5      | שִׁירוּ, לֵאלֹהִים—זַמְּרוּ שְׁמוֹ:סֹלּוּ, לָרֹכֵב בָּעֲרָבוֹת--בְּיָהּ שְׁמוֹ; וְעִלְזוּ לְפָנָיו            | Chantez à Dieu, célébrez son nom ! Frayez le chemin à celui qui s’avance à travers les plaines ! L’Éternel est son nom : réjouissez-vous devant lui !                                    | Cantate Deo psalmum dicite nomini eius iter facite ei qui ascendit super occasum Dominus nomen illi et exultate in conspectu eius turbabuntur a facie eius |
| 6      | אֲבִי יְתוֹמִים, וְדַיַּן אַלְמָנוֹת-- אֱלֹהִים, בִּמְעוֹן קָדְשׁוֹ                             | Le père des orphelins, le défenseur des veuves, c’est Dieu dans sa demeure sainte. | Patris orfanorum et iudicis viduarum Deus in loco sancto suo                                                                                               |
| 7      | אֱלֹהִים, מוֹשִׁיב יְחִידִים בַּיְתָה-- מוֹצִיא אֲסִירִים, בַּכּוֹשָׁרוֹת;אַךְ סוֹרְרִים, שָׁכְנוּ צְחִיחָה  | Dieu donne une famille à ceux qui étaient abandonnés, il délivre les captifs et les rend heureux ; les rebelles seuls habitent des lieux arides.                                         | Deus inhabitare facit unius moris in domo qui educit vinctos in fortitudine similiter eos qui exasperant qui habitant in sepulchris                        |
| 8      | אֱלֹהִים—בְּצֵאתְךָ, לִפְנֵי עַמֶּךָ; בְּצַעְדְּךָ בִישִׁימוֹן סֶלָה                                | Ô Dieu ! quand tu sortis à la tête de ton peuple, quand tu marchais dans le désert, [Pause]                                                                                              | Deus cum egredereris in conspectu populi tui cum pertransieris in deserto [diapsalma]                                                                      |
| 9      | אֶרֶץ רָעָשָׁה, אַף-שָׁמַיִם נָטְפוּ-- מִפְּנֵי אֱלֹהִים:זֶה סִינַי-- מִפְּנֵי אֱלֹהִים, אֱלֹהֵי יִשְׂרָאֵל    | La terre trembla, les cieux se fondirent devant Dieu, le Sinaï s’ébranla devant Dieu, le Dieu d’Israël.                                                                                  | Terra mota est etenim caeli distillaverunt a facie Dei Sinai a facie Dei Israhel                                                                           |
| 10     | גֶּשֶׁם נְדָבוֹת, תָּנִיף אֱלֹהִים; נַחֲלָתְךָ וְנִלְאָה, אַתָּה כוֹנַנְתָּהּ                          | Tu fis tomber une pluie bienfaisante, ô Dieu ! Tu fortifias ton héritage épuisé. | Pluviam voluntariam segregabis Deus hereditati tuae et infirmata est tu vero perfecisti eam                                                                |
| 11     | חַיָּתְךָ יָשְׁבוּ-בָהּ; תָּכִין בְּטוֹבָתְךָ לֶעָנִי אֱלֹהִים                                    | Ton peuple établit sa demeure dans le pays que par ta bonté, ô Dieu ! tu avais préparé pour les malheureux.                                                                              | Animalia tua habitant in ea parasti in dulcedine tua pauperi Deus                                                                                          |
| 12     | אֲדֹנָי יִתֶּן-אֹמֶר; הַמְבַשְּׂרוֹת, צָבָא רָב                                           | Le Seigneur dit une parole, et les messagères de bonnes nouvelles sont une grande armée :                                                                                                | Dominus dabit verbum evangelizantibus virtute multa |
| 13     | מַלְכֵי צְבָאוֹת, יִדֹּדוּן יִדֹּדוּן; וּנְוַת-בַּיִת, תְּחַלֵּק שָׁלָל                             | Les rois des armées fuient, fuient, et celle qui reste à la maison partage le butin. | Rex virtutum dilecti dilecti ; et speciei domus dividere spolia                                                                                            |
| 14     | אִם-תִּשְׁכְּבוּן, בֵּין שְׁפַתָּיִם:כַּנְפֵי יוֹנָה, נֶחְפָּה בַכֶּסֶף; וְאֶבְרוֹתֶיהָ, בִּירַקְרַק חָרוּץ        | Tandis que vous reposez au milieu des étables, les ailes de la colombe sont couvertes d’argent, et son plumage est d’un jaune d’or.                                                      | Si dormiatis inter medios cleros pinnae columbae deargentatae et posteriora dorsi eius in pallore auri                                                     |
| 15     | בְּפָרֵשׂ שַׁדַּי מְלָכִים בָּהּ-- תַּשְׁלֵג בְּצַלְמוֹן                                         | Lorsque le Tout-Puissant dispersa les rois dans le pays, la terre devint blanche comme la neige du Tsalmon.                                                                              | Dum discernit Caelestis reges super eam nive dealbabuntur in Selmon                                                                                        |
| 16     | הַר-אֱלֹהִים הַר-בָּשָׁן: הַר גַּבְנֻנִּים, הַר-בָּשָׁן                                      | Montagnes de Dieu, montagnes de Basan, montagnes aux cimes nombreuses, montagnes de Basan,                                                                                               | Mons Dei mons pinguis mons coagulatus mons pinguis |
| 17     | לָמָּה, תְּרַצְּדוּן-- הָרִים גַּבְנֻנִּים:הָהָר--חָמַד אֱלֹהִים לְשִׁבְתּוֹ; אַף-יְהוָה, יִשְׁכֹּן לָנֶצַח      | Pourquoi, montagnes aux cimes nombreuses, avez-vous de l’envie contre la montagne que Dieu a voulue pour résidence ? L’Éternel n’en fera pas moins sa demeure à perpétuité.              | Ut quid suspicamini montes coagulatos mons in quo beneplacitum est Deo habitare in eo etenim Dominus habitabit in finem                                    |
| 18     | רֶכֶב אֱלֹהִים, רִבֹּתַיִם אַלְפֵי שִׁנְאָן; אֲדֹנָי בָם, סִינַי בַּקֹּדֶשׁ                          | Les chars de l’Éternel se comptent par vingt mille, par milliers et par milliers ; le Seigneur est au milieu d’eux, le Sinaï est dans le sanctuaire.                                     | Currus Dei decem milibus multiplex milia laetantium Dominus in eis in Sina in sancto                                                                       |
| 19     | עָלִיתָ לַמָּרוֹם, שָׁבִיתָ שֶּׁבִי-- לָקַחְתָּ מַתָּנוֹת, בָּאָדָם;וְאַף סוֹרְרִים, לִשְׁכֹּן יָהּ אֱלֹהִים       | Tu es monté dans les hauteurs, tu as emmené des captifs, tu as pris en don des hommes ; les rebelles habiteront aussi près de l’Éternel Dieu.                                            | Ascendisti in altum cepisti captivitatem accepisti dona in hominibus etenim non credentes inhabitare Dominum Deus                                          |
| 20     | בָּרוּךְ אֲדֹנָי, יוֹם יוֹם: יַעֲמָס-לָנוּ--הָאֵל יְשׁוּעָתֵנוּ סֶלָה                           | Béni soit le Seigneur chaque jour ! Quand on nous accable, Dieu nous délivre. [Pause] | Benedictus Dominus die cotidie prosperum iter faciet nobis Deus salutarium nostrorum [diapsalma]                                                           |
| 21     | הָאֵל לָנוּ, אֵל לְמוֹשָׁעוֹת: וְלֵיהוִה אֲדֹנָי--לַמָּוֶת, תֹּצָאוֹת                           | Dieu est pour nous le Dieu des délivrances, et l’Éternel, le Seigneur, peut nous garantir de la mort.                                                                                    | Deus noster Deus salvos faciendi et Domini Domini exitus mortis                                                                                            |
| 22     | אַךְ-אֱלֹהִים—יִמְחַץ, רֹאשׁ אֹיְבָיו: קָדְקֹד שֵׂעָר--מִתְהַלֵּךְ, בַּאֲשָׁמָיו                       | Oui, Dieu brisera la tête de ses ennemis, le sommet de la tête de ceux qui vivent dans le péché.                                                                                         | Verumtamen Deus confringet capita inimicorum suorum verticem capilli perambulantium in delictis suis                                                       |
| 23     | אָמַר אֲדֹנָי, מִבָּשָׁן אָשִׁיב; אָשִׁיב, מִמְּצֻלוֹת יָם                                    | Le Seigneur dit : Je les ramènerai de Basan, je les ramènerai du fond de la mer, | Dixit Dominus ex Basan convertam convertam in profundis maris                                                                                              |
| 24     | לְמַעַן, תִּמְחַץ רַגְלְךָ--בְּדָם: לְשׁוֹן כְּלָבֶיךָ--מֵאֹיְבִים מִנֵּהוּ                           | Afin que tu plonges ton pied dans le sang, et que la langue de tes chiens ait sa part des ennemis.                                                                                       | Ut intinguatur pes tuus in sanguine lingua canum tuorum ex inimicis ab ipso                                                                                |
| 25     | רָאוּ הֲלִיכוֹתֶיךָ אֱלֹהִים; הֲלִיכוֹת אֵלִי מַלְכִּי בַקֹּדֶשׁ                                | Ils voient ta marche, ô Dieu ! La marche de mon Dieu, de mon roi, dans le sanctuaire. | Viderunt ingressus tui Deus ingressus Dei mei regis mei qui est in sancto                                                                                  |
| 26     | קִדְּמוּ שָׁרִים, אַחַר נֹגְנִים; בְּתוֹךְ עֲלָמוֹת, תּוֹפֵפוֹת                                | En tête vont les chanteurs, puis ceux qui jouent des instruments, au milieu de jeunes filles battant du tambourin.                                                                       | Praevenerunt principes coniuncti psallentibus in medio iuvencularum tympanistriarum                                                                        |
| 27     | בְּמַקְהֵלוֹת, בָּרְכוּ אֱלֹהִים; אֲדֹנָי, מִמְּקוֹר יִשְׂרָאֵל                                  | Bénissez Dieu dans les assemblées, bénissez le Seigneur, descendants d’Israël ! | In ecclesiis benedicite Deum Dominum de fontibus Israhel                                                                                                   |
| 28     | שָׁם בִּנְיָמִן, צָעִיר רֹדֵם--שָׂרֵי יְהוּדָה, רִגְמָתָם; שָׂרֵי זְבֻלוּן, שָׂרֵי נַפְתָּלִי              | Là sont Benjamin, le plus jeune, qui domine sur eux, les chefs de Juda et leur troupe, les chefs de Zabulon, les chefs de Nephthali.                                                     | Ibi Beniamin adulescentulus in mentis excessu principes Iuda duces eorum principes Zabulon principes Nepthali                                              |
| 29     | צִוָּה אֱלֹהֶיךָ, עֻזֶּךָ: עוּזָּה אֱלֹהִים—זוּ, פָּעַלְתָּ לָּנוּ                                 | Ton Dieu ordonne que tu sois puissant ; affermis, ô Dieu, ce que tu as fait pour nous !                                                                                                  | Manda Deus virtutem tuam confirma Deus hoc quod operatus es nobis                                                                                          |
| 30     | מֵהֵיכָלֶךָ, עַל-יְרוּשָׁלִָם-- לְךָ יוֹבִילוּ מְלָכִים שָׁי                                  | De ton temple tu règnes sur Jérusalem ; les rois t’apporteront des présents. | A templo tuo in Hierusalem tibi adferent reges munera |
| 31     | גְּעַר חַיַּת קָנֶה, עֲדַת אַבִּירִים בְּעֶגְלֵי עַמִּים—מִתְרַפֵּס בְּרַצֵּי-כָסֶף;בִּזַּר עַמִּים, קְרָבוֹת יֶחְפָּצוּ | Épouvante l’animal des roseaux, la troupe des taureaux avec les veaux des peuples, qui se prosternent avec des pièces d’argent ! Disperse les peuples qui prennent plaisir à combattre ! | Increpa feras harundinis congregatio taurorum in vaccis populorum ut excludant eos qui probati sunt argento dissipa gentes quae bella volunt               |
| 32     | יֶאֱתָיוּ חַשְׁמַנִּים, מִנִּי מִצְרָיִם; כּוּשׁ תָּרִיץ יָדָיו, לֵאלֹהִים                          | Des grands viennent de l’Égypte ; l’Éthiopie accourt, les mains tendues vers Dieu. | Venient legati ex Aegypto Aethiopia praeveniet manus eius Deo                                                                                              |
| 33     | מַמְלְכוֹת הָאָרֶץ, שִׁירוּ לֵאלֹהִים; זַמְּרוּ אֲדֹנָי סֶלָה                                 | Royaumes de la terre, chantez à Dieu, célébrez le Seigneur ! [Pause] | Regna terrae cantate Deo psallite Domino [diapsalma] psallite Deo                                                                                          |
| 34     | לָרֹכֵב, בִּשְׁמֵי שְׁמֵי-קֶדֶם-- הֵן יִתֵּן בְּקוֹלוֹ, קוֹל עֹז                               | Chantez à celui qui s’avance dans les cieux, les cieux éternels ! Voici, il fait entendre sa voix, sa voix puissante.                                                                    | Qui ascendit super caelum caeli ad orientem ecce dabit voci suae vocem virtutis                                                                            |
| 35     | תְּנוּ עֹז, לֵאלֹהִים: עַל-יִשְׂרָאֵל גַּאֲוָתוֹ; וְעֻזּוֹ, בַּשְּׁחָקִים                            | Rendez gloire à Dieu ! Sa majesté est sur Israël, et sa force dans les cieux. | Date gloriam Deo super Israhel magnificentia eius et virtus eius in nubibus                                                                                |
| 36     | נוֹרָא אֱלֹהִים, מִמִּקְדָּשֶׁיךָ:אֵל יִשְׂרָאֵל-- הוּא נֹתֵן עֹז וְתַעֲצֻמוֹת לָעָם;בָּרוּךְ אֱלֹהִים        | De ton sanctuaire, ô Dieu ! tu es redoutable. Le Dieu d’Israël donne à son peuple la force et la puissance. Béni soit Dieu !                                                             | Mirabilis Deus in sanctis suis Deus Israhel ipse dabit virtutem et fortitudinem plebi suae benedictus Deus                                                 |

## Mise en vers de Théodore de Bèze  extrait de "Les Pseaumes mis en rime francoise par Clement Marot et Theodore de Beze" 1562
1ère strophe :
Que Dieu se monstre seulement/Et on verra soudainement/Abandonner la place :
Le camp des ennemis espars/Et ses haineux de toutes pars/Fuir devant sa face
Dieu les fera tous s'enfuir,/Ainsi qu'on voit s'evanouir/ Un amas de fumée.
Comme la cire aupres du feu/Ainsi des meschans devant Dieu/La force est consumée.
2ème strophe :
Cependant devant le Seigneur/Les iustes chantent son honneur/En toute esjouissance:
Et de la grand' ioye qu'ils ont/De voir les meschans qui s'en vont,/Sautent à grand'puissance.
Chantez du Seigneur le renom,/Psalmodiez, louez son nom,/Et sa gloire immortelle:
Car sur la nue il est porté,/Et d'un nom plein de maiesté,/L'Eternel il s'appelle.
Ce psaume est composé de 16 strophes et demie, de même structure.

## Usages liturgiques

### Dans le judaïsme
Le psaume 68 est récité à la fête de shavuot dans certaines traditions. Les versets 5 et 6 sont inclus dans les prières de maariv récitées le soir qui clôt le shabbat. Le verset 20 fait partie de la Uva letzion. Enfin, les versets 35 et 36 du psaume 68 se trouvent dans les zemirot.

### Dans le christianisme

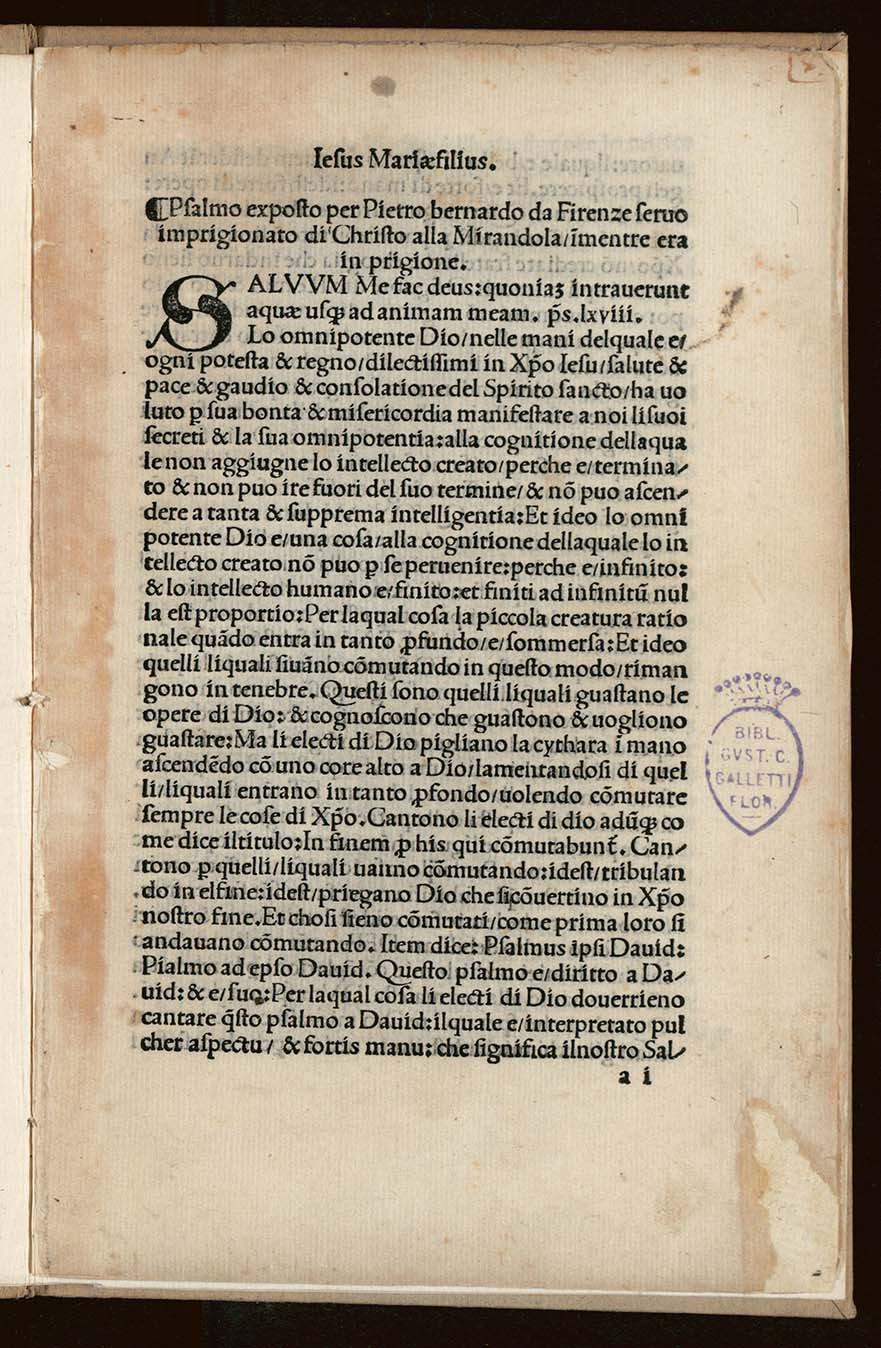
Pietro Bernardino, Esposizione del salmo 68, 1500

#### Chez les catholiques
Auprès des monastères, ce psaume était traditionnellement exécuté, depuis le haut Moyen Âge, lors de l'office de matines du mercredi,, d'après la distribution de la règle de saint Benoît fixée vers 530.
Au regard de la liturgie des Heures actuelle, le psaume 68 est récité ou chanté à l’office des lectures du mardi de la troisième semaine. Il est lu aussi le 22e dimanche du temps ordinaire de l’année C dans le cycle trisannuel des messes dominicales.

## Tradition protestante
Le psaume 68, dit Psaume des Batailles, est un marqueur fort de l'identité protestante réformée en France, rappelant la révocation de l'édit de Nantes et la révolte des Camisards. Il apparait dès 1562 dans le Psautier de Genève. Les paroles sont une traduction française de Théodore de Bèze et la musique, créée par Mathias Greiter, est identique à celle du psaume 36.
Partition de 1562,:

Une nouvelle mélodie est créée par Guillaume Franc en 1565 pour donner à chaque psaume une mélodie spécifique. Claude Goudimel en fait plusieurs arrangements dès 1568 notamment un arrangement à quatre voix publié en 1580, où la mélodie est soutenue par les ténors.
Sa mélodie entrainante, d'un abord facile, et son allusion à un soutien divin dans l'adversité, promettant une victoire future, sont propices à le rendre populaire. L'incipit de 1562 rappelle cette dimension providentielle:

« David voulant confesser qu'il tenait de Dieu toutes les victoires, magnifie en général sa vertu, puis il spécifie sa bonté paternelle en ce qu'il a racheté et conservé son peuple. De là, il vient à glorifier en Dieu, de ce qu'il a été maintenu au droit de la couronne Royale, selon qu'il en avait eu la promesse »

— Jean Calvin, Psautier de Genève
La répression de la religion réformée qui s'organise dans la seconde moitié du XVIe siècle favorise le rassemblement des protestants autour d'hymnes forts consolateurs promettant une victoire future. C'est la raison pour laquelle il est repris dans plusieurs affrontements. Douen en fait l'inventaire signalant qu'il est chanté  au siège de Sancerre et aux batailles de Dreux, Saint-Denis, Jarnac,
Moncontour, etc. Mais le théologien et musicologue Beat Föllmi, tout en reconnaissant qu'il a dû être souvent chanté, met en doute la réalité de certaines de ces reprises.
Lors des persécutions qui entourent la révocation de l'Édit de Nantes au XVIIe et XVIIIe siècles, on le voit ressurgir comme un chant de profession de foi. Il devient un hymne fréquemment chanté par les Camisards. La tradition veut qu'il fût chanté en allant au combat, et que les ennemis, l'entendant, soient glacés d'effroi. Cette narration apparait dans de nombreux lieux de mémoire du protestantisme cévenole,,,.
Cette dimension guerrière est parfois critiquée. Douen signale par exemple que Voltaire traitait le psaume 68 de « chant de corps de garde » et s'étonnait que des personnes aient pu être condamnées pour avoir prié « en vers français aussi mauvais que nos psaumes latins ». C'est également Douen qui contribue à consolider sa réputation de chant de ralliement le qualifiant  de « Marseillaise huguenote »,  faisant ainsi un parallèle entre la révolte cévenole et la révolution française, la première devenant un phénomène précurseur de la seconde.
Au XXe siècle il reste associé à la résistance huguenote. Il est ainsi le chant accompagnant le début de la révolte dans le film de René Allio de 1972, Les Camisards et l'argument principal du téléfilm de Jean l'Hôte de 1969, Le Huguenot récalcitrant.

## Mise en musique
Marc-Antoine Charpentier a composé vers 1690  un "Exurgat Deus", H.215, pour solistes, chœur, 2 dessus instrumentaux, et basse continue.
Jean-Philippe Rameau a composé le motet Laboravi en 1722.